# 9e régiment de chasseurs d'Afrique
Le 9e régiment de chasseurs d'Afrique (ou 9e RCA) est un régiment qui a été créé le 1er juillet 1941 à Mascara en Algérie par la réunion des 5e et 6e escadrons des 3e et 5e régiments de chasseurs d’Afrique.
Il a reçu, le 23 septembre 1941, la garde de l'étendard du 9e régiment de chasseurs à cheval.

## Création et différentes dénominations
- 1er juillet 1941 : création du 9e RCA
- 1er avril 1959 : devient le 4e régiment de chasseurs d'Afrique
- 3 novembre 1959 : nouvelle création du 9e RCA
- 1er octobre 1961 : dissolution du 9e RCA

## Chefs de corps
- 1941 : colonel Billon
- 1943: Colonel Boutaud de Lavilléon
- 1943 : colonel Mazoyer
- 1943 - 1944: Colonel Schlesser
- 1944 : colonel Gerard de Thomas de Labarthe
- 1945 : colonel Rethoré
- 1946 : colonel de Saint-Martin
- 1947 : colonel Gastaldo
- 1948 : colonel Terrasson
- 1954 : colonel Borel
- 1955 : colonel Frappa
- 1957 : colonel de Montardy
- 1958 : colonel Renoult
- 1959 : colonel Morgat
- 1960 : colonel Tramond

## Historique des garnisons, campagnes et batailles

### Seconde Guerre mondiale

#### 1942
De novembre 1942 à mars 1943, durant la guerre du désert, il participe à la campagne de Tunisie contre l'armée allemande et italienne. Il prend part aux batailles de Pichon, Kef El Amar et Fondouk-El-Okbi.

#### 1943
En juin 1943, tout premier rééquipé avec du matériel américain (tank Destroyer), le 9e régiment de chasseurs d'Afrique devient le régiment de chasseurs de chars de la 1re division blindée de la 1re armée française.

#### 1944
Le 16 août 1944, les premiers éléments du régiment débarquèrent à Sainte-Maxime lors du débarquement de Provence. Ils eurent de gros dégâts sur Brignoles. Toulon est libérée le 20 août, ils se distinguèrent à Aubagne et participèrent à l'investissement de Marseille, en passant par Avignon, Alès et la remontée sur Langogne puis participèrent à la libération de Villefranche-sur-Saône. Durant les combats, le 3e escadron s'empare d'un train blindé et fait 300 prisonniers à Saint-Bérain-sur-Dheune près de Saint-Léger-sur-Dheune. Ce même train blindé servit par la suite à tourner La Bataille du rail.
En octobre 1944, toutes les unités sont engagées dans les Vosges puis participent à la percée sur l'Alsace.
Ils atteignent le Rhin, prennent Altkirch et livrent de durs combats dans la forêt de la Hardt à Heimsbrunn, pont d'Aspach, et au lieu-dit de Grunhutte, pont du Bouc puis Mulhouse et enfin Colmar dernière grande étape de cette campagne de France avant le franchissement du Rhin.

#### 1945
En avril 1945 débute pour le régiment la campagne d'Allemagne avec la 1re DB dont la mission est de couper la retraite des forces allemandes de la Forêt-Noire en progressant rapidement vers la Suisse.
Le régiment passe le Rhin à Beinheim occupe le 20 avril Oberndorf am Neckar et les usines Mauser et après le franchissement du Neckar bouscule les résistances ennemies à Tuttlingen où il s'empare du pont sur le Danube. Il repousse encore de nombreuses attaques pour atteindre le 22 avril Stockach où 2 500 Allemands se rendirent sous la pression du 9e RCA. Il arrive le premier sur l'Iller et le 30 avril il stoppe sa progression au pied des pics tyroliens recouverts de neige. Les armées nazies capitulent, la guerre est terminée.
Le 14 juillet 1945, un détachement de la 1re armée ; le 1er escadron du 9e RCA ainsi qu'une partie du 3e RCA, défilent à Berlin sur la Berliner Strasse et y présentent les armes en quatre temps en présence des Russes, des Américains, des Anglais et d'un petit public allemand. Pour la première fois depuis les troupes napoléoniennes, les français défilaient au pas dans la capitale allemande.

### Après guerre
Regroupé à Issoudun après la guerre le 9e RCA n'y restera que peu de temps. Il embarque en 1946 pour l'Afrique du Nord où fusionnant avec le 9e régiment de spahis algériens, il s'installera à Batna pour huit années de paix.

### Guerre d'Algérie
Le 1er novembre 1954 à 3 heures du matin le quartier du 9e RCA est attaqué par les rebelles algériens.
Le chasseur Audat, sentinelle, est tué pendant sa faction. Au cours des années suivantes la phase terroriste s'accentue. Le 9e reçoit la mission de rechercher et de détruire les bandes rebelles ; d'assurer le maintien de l'ordre et la protection des biens.
Le 1er avril 1959, le 9e régiment de chasseurs d'Afrique devient le 4e régiment de chasseurs d'Afrique.
Le 3 novembre de la même année le 9e RCA est recréé et constitue le bataillon du secteur de pacification d'Imckermann de la zone nord oranais.
Il est dissous définitivement le 1er octobre 1961.

## Traditions

### Devise
Tant que destroye

### Étendard
Il porte, cousues en lettres d'or dans ses plis, les inscriptions suivantes, :
- France 1944
- Stockach 1945
- AFN 1952-1962

Le 4 juin 1971 l'étendard du 9e régiment de chasseurs d'Afrique a été remis au 5e régiment de chasseurs pour le 9e régiment de chasseurs, corps de réserve. À la dissolution de cette unité, il a été reversé au Service Historique de l'armée de terre le 28 juin 1994.

## Faits d'armes faisant particulièrement honneur au régiment
- 28 novembre - 3 décembre 1944: bataille de la Hardt
- 22 avril 1945, bataille de Stockach lors de laquelle le régiment résiste à une attaque allemande.

## Personnalités ayant servi au sein du régiment
- Général d'armée W. Boone (1923-), soldat du 9e RCA en 1944.